# Szuhoj Superjet 100

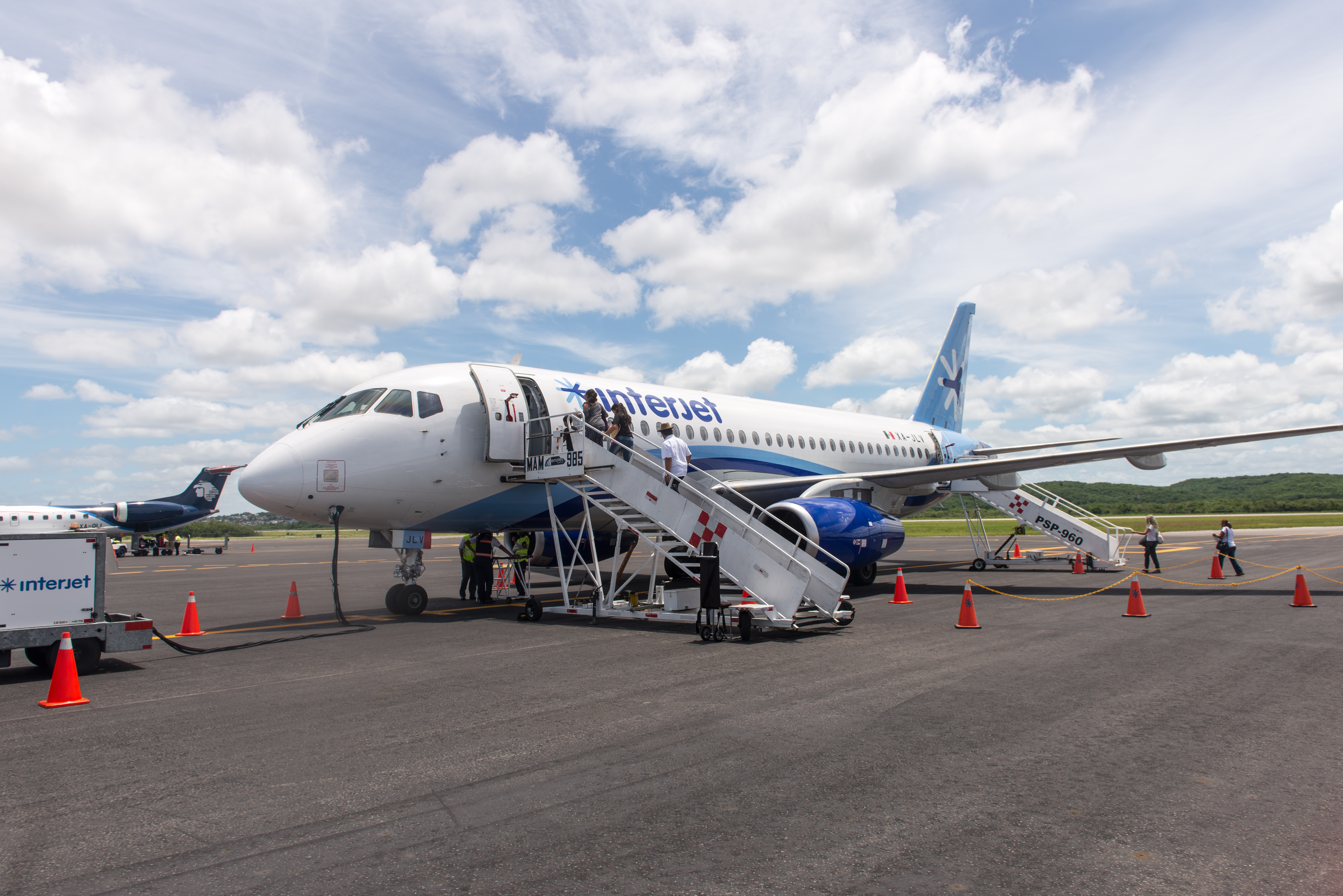
Szuhoj Superjet 100 (Campeche, Mexikó)

A Szuhoj Superjet 100 (angolos írásmóddal Sukhoi Superjet 100), rövidítve SSJ az orosz Szuhoj Polgári Repülőgépek vállalat és az amerikai Boeing közös fejlesztésű regionális utasszállító repülőgépe. A projekt a Szuhoj korábbi Russian Regional Jet (RRJ) fejlesztési programján alapul. Első felszállását 2008. május 19-én hajtotta végre, 2011. április 21-én állt forgalomba.

## Története
A repülőgép fejlesztését még az 1990-es évek közepén kezdte a Szuhoj az Iljusin és a Jakovlev-tervezőirodákkal közösen. A Szuhoj 2000-ben létrehozta a polgári repülőgépek tervezésére és gyártására szakosodott Szuhoj Polgári Repülőgépek vállalatot, amely a fejlesztési projekt felelőse lett. Időközben több nyugati vállalat is bekapcsolódott a gép fejlesztésébe, az olasz Alenia Aeronautica pedig 25% plusz egy részvénnyi részesedést szerzett a Szuhoj Polgári Repülőgépek vállalatban. A Boeing technológiai hozzájárulással vesz részt benne, de az amerikai vállalat végzi a repülőgép nemzetközi légialkalmassági bizonyítványának biztosítását, valamint a gép nemzetközi piacokra történő bevezetését is. Az avionikai berendezéseket a francia Thales, a szabályozástechnikai és szervóberendezéseket a német Liebherr, a hajtóműveket pedig a francia–orosz PowerJet vállalat készíti.
A fejlesztési programot illetve a repülőgépet 2006. július 17-én átnevezték Superjet 100-ra.
A komszomolszki repülőgépgyárban (KNAAPO) 2006 februárjában kezdődött el az első prototípus építése, amelyet 2007. január 28-án szállították át Zsukovszkijba, ahol a Központi Aero- és Hidrodinamikai Intézetben (CAGI) elvégezték a földi teszteket. A gép hivatalos bemutatójára 2007. szeptember 26-án került sor az Amur menti Komszomolszkban.
Martin Gauss, a Malév vezérigazgatója 2009. június 15-én 30 darab 98 férőhelyes Szuhoj Superjet 100 megrendeléséről írt alá szándéknyilatkozatot a gépet forgalmazó SuperJet International céggel. Az ügylet végül csak szándéknyilatkozat szintjén maradt, a Malév pedig 2012-ben beszüntette a tevékenységét.
A gép első menetrend szerinti útját a Jereván–Moszkva vonalon hajtotta végre 2011. április 21-én. Az örmény Armavia légitársaság gépe 90 utast szállított a jereváni repülőtérről a moszkvai seremetyjevói repülőtérre, ahol 2 óra 55 perces repülőút után helyi idő szerint 4.45-kor szállt le. Ezen a járaton az Armavia korábban Airbus A319-es gépeket használt. Az Armavia egy gépet vett át, az egy további gépre szóló megrendelést később visszamondta, maga a légitársaság pedig 2013. április 1-jével megszűnt. Az Armavia egyetlen Superjet gépe üzemen kívül van.
Oroszország nemzeti légitársasága, az Aeroflot 2011. június 6-án, hétfőn vette át az első Superjetet, amit június 16-tól a Moszkva–Szentpétervár útvonalon üzemeltetnek.
2016. január 1-jéig összesen 101 darabot építettek. Ebből 8 darab prototípus és az előszéria volt, a megrendelőknek 75 db-t adtak át. Legnagyobb üzemeltetője az Aeroflot, amely kb. három tucat gépet használ.
2020. januári állapot szerint 220 darabot készítettek a típusból (ebből 6 db prototípus a tesztekhez). A megrendelőknek 198 darabot adtak át, 2020 elején 158 repülőgép volt üzemben.

## Balesetek

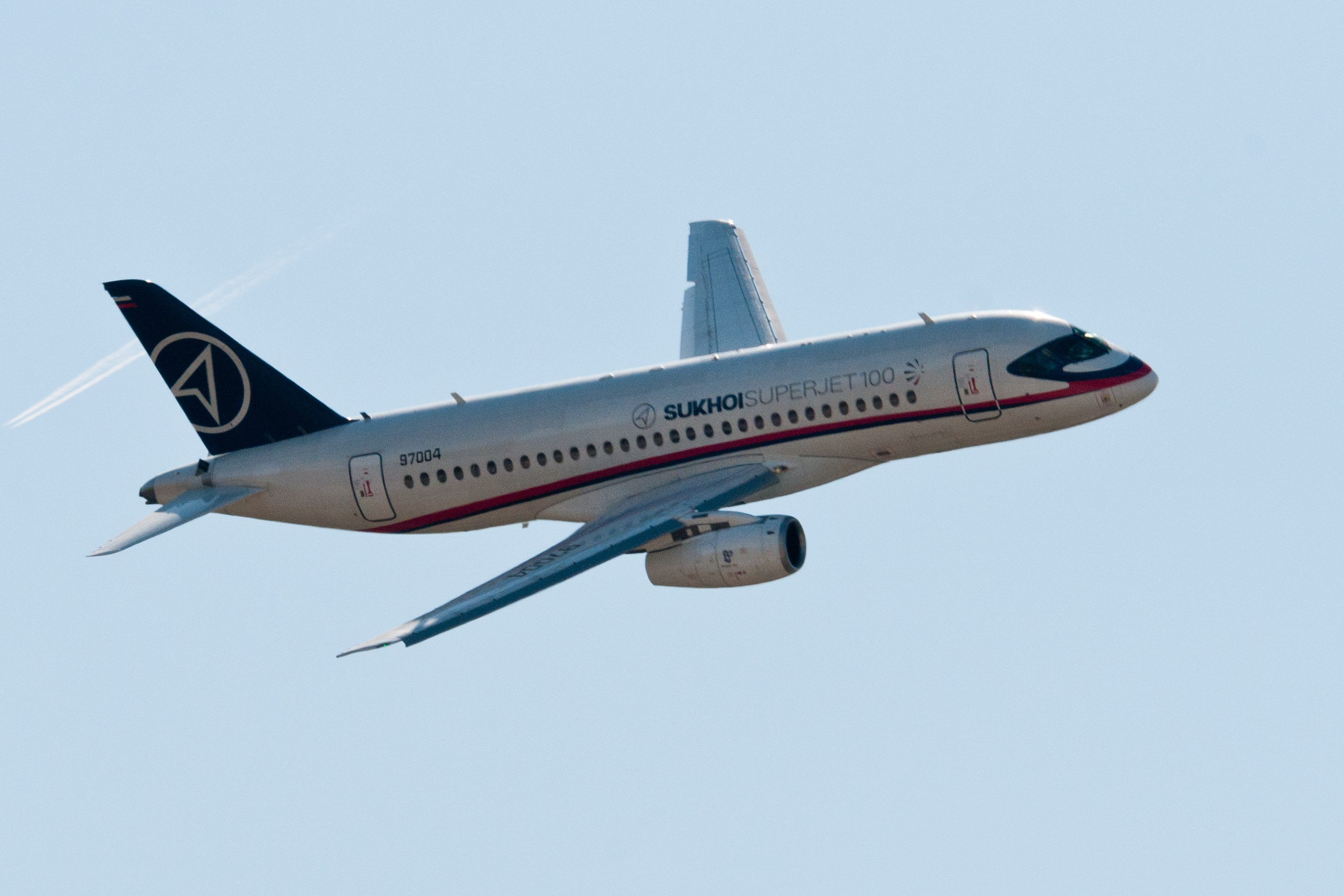
Az Indonéziában 2011. május 9-én balesetet szenvedett RA-97004 lajstromjelű gép

- 2012. május 6-án a Szuhoj vállalat tulajdonában lévő, RA-97004 lajstromjelű gép Indonéziában bemutató repülés közben hegynek ütközött, a fedélzeten tartózkodó 37 utas és nyolcfőnyi személyzet életét vesztette.[7]
- 2019. május 5-én az Aeroflot gépe kényszerleszállást hajtott végre Moszkvában. A gép kigyulladt, és a fedélzeten tartózkodó 78 személyből 41 meghalt.[8]
- 2024 július 12-én feltehetően hajtómű hiba miatt lezuhant egy javítás utáni tesztrepülést végző repülőgép. A személyzeten kívül mások nem tartózkodtak a repülőgépen. [9]

## Lásd még

### Hasonló repülőgépek
- Airbus A318
- An–148
- An–158
- Boeing 737–600 melyet 1995-1998 között fejlesztettek ki
- Bombardier CRJ700
- Bombardier CSeries
- ACAC ARJ21
- MC–21
- Mitsubishi MRJ 70/MRJ 90
- Tu–334

## Külső hivatkozások
- A Szuhoj honlapja Archiválva 2020. szeptember 17-i dátummal a Wayback Machine-ben
- A Superjet 100-projekt honlapja Archiválva 2012. augusztus 17-i dátummal a Wayback Machine-ben